# Coupe d'Europe des voitures de tourisme 2013
Navigation
Édition précédente Édition suivante
L’ETC-Cup 2013 est la 9e édition de la Coupe d'Europe des voitures de tourisme (en anglais European Touring Car Cup ou ETC Cup) et se déroule du 24 mars au 6 octobre.

## Engagés
| Equipe                      | Voiture             | No. | Pilote                | Cat.  | Manches |
| --------------------------- | ------------------- | --- | --------------------- | ----- | ------- |
| Rikli Motorsport            | Honda Civic FD      | 2   | Peter Rikli           | S2000 | 1       |
| Rikli Motorsport            | Honda Civic FD      | 10  | Andrina Gugger        | S2000 | 1       |
| Campos Racing               | SEAT León TFSI      | 3   | Igor Skuz             | S2000 | 1       |
| Campos Racing               | SEAT León TFSI      | 19  | Wolfgang Treml        | S2000 |         |
| Campos Racing               | SEAT León SuperCopa | 62  | Gianni Giudici        | SM    | 1       |
| Liqui Moly Team Engstler    | BMW 320si           | 5   | Roland Hertner        | S2000 | 1       |
| Liqui Moly Team Engstler    | BMW 320si           | 6   | Christian Fischer     | S2000 | 1       |
| Homola Motorsport           | BMW 320si           | 9   | Mat'o Homola          | S2000 | 1       |
| NIS Petrol Racing Team      | SEAT León TFSI      | 12  | Dušan Borkovic        | S2000 | 1       |
| Borusan Otomotiv Motorsport | BMW 320si           | 13  | Ibrahim Okyay         | S2000 | 1       |
| Borusan Otomotiv Motorsport | BMW 320si           | 14  | Aytaç Biter           | S2000 |         |
| AMG Motorsport              | BMW 320si           | 15  | Roman Golikov         | S2000 | 1       |
| AMG Motorsport              | BMW 320si           | 16  | Oleg Chebotarev       | S2000 | 1       |
| AMG Motorsport              | BMW 320si           | 17  | Mikhail Grachev       | S2000 | 1       |
| AMG Motorsport              | BMW 320si           | 18  | Oleg Petrikov         | S2000 | 1       |
| Krenek Motorsport           | BMW 320si           | 20  | Michal Matejovský     | S2000 | 1       |
| Krenek Motorsport           | BMW 320si           | 22  | Petr Fulín            | S2000 | 1       |
| Ravenol Team                | Ford Fiesta         | 31  | Kevin Krammes         | S1600 | 1       |
| Ravenol Team                | Ford Fiesta         | 33  | Ulrike Krafft         | S1600 | 1       |
| Ravenol Team                | Ford Fiesta         | 38  | Erwin Lukas           | S1600 | 1       |
| Ravenol Team                | Ford Fiesta         | 41  | Luciano Romeo         | S1600 | 1       |
| Team LuxMotor               | Ford Fiesta         | 35  | Gilles Bruckner       | S1600 | 1       |
| ATM Racing                  | Ford Fiesta         | 36  | Klaus Bingler         | S1600 | 1       |
| M-Sport                     | Ford Fiesta         | 37  | Ksenya Niks           | S1600 | 1       |
| Master KR Racing            | Ford Fiesta         | 39  | Oleksander Ivanchenko | S1600 | 1       |
| Master KR Racing            | Ford Fiesta         | 40  | Anton Zaitsev         | S1600 | 1       |
| Pfister Racing              | SEAT León SuperCopa | 52  | Andreas Pfister       | SM    | 1       |
| Papa's Racing Team          | SEAT León SuperCopa | 54  | Nikolay Karamyshev    | SM    | 1       |
| Zengő Junior Team           | SEAT León SuperCopa | 55  | Ferenc Ficza          | SM    | 1       |
| Zengő Junior Team           | SEAT León SuperCopa | 56  | Norbert Nagy          | SM    | 1       |
| Tuenti Racing Team          | SEAT León SuperCopa | 57  | Jordi Oriola          | SM    | 1       |
| SMP Racing Russian Bears    | SEAT León SuperCopa | 58  | Anton Ladygin (de)    | SM    | 1       |
| SMP Racing Russian Bears    | SEAT León SuperCopa | 59  | Mikhail Maleev        | SM    | 1       |
| Galaxi Racing               | SEAT León SuperCopa | 60  | Aurélien Comte        | SM    | 1       |
| HRS Motorsport              | SEAT León SuperCopa | 61  | Mario Dablander       | SM    | 1       |
| Baporo Motorsport           | SEAT León SuperCopa | 63  | Nicolas Hamilton      | SM    | 1       |

| Icône | Catégorie                        |
| ----- | -------------------------------- |
| S2000 | Super 2000                       |
| S1600 | Super 1600                       |
| SM    | Trophée Monomarque (Single Make) |

## Calendrier de la saison 2013
| Manche | Manche | Date       | Evenement                 | Circuit                   | Lieu           | Pays               |
| ------ | ------ | ---------- | ------------------------- | ------------------------- | -------------- | ------------------ |
| 1      | C1     | 24 mars    | FIA WTCC Race of Italy    | Autodromo Nazionale Monza | Monza          | Italie             |
| 1      | C2     | 24 mars    | FIA WTCC Race of Italy    | Autodromo Nazionale Monza | Monza          | Italie             |
| 2      | C1     | 28 avril   | FIA WTCC Race of Slovakia | Slovakiaring              | Orechová Potôň | Slovaquie          |
| 2      | C2     | 28 avril   | FIA WTCC Race of Slovakia | Slovakiaring              | Orechová Potôň | Slovaquie          |
| 3      | C1     | 19 mai     | FIA WTCC Race of Austria  | Salzburgring              | Plainfeld      | Autriche           |
| 3      | C2     | 19 mai     | FIA WTCC Race of Austria  | Salzburgring              | Plainfeld      | Autriche           |
| 4      | C1     | 14 juillet | ?                         | ?                         | ?              | Italie             |
| 4      | C2     | 14 juillet | ?                         | ?                         | ?              | Italie             |
| 5      | C1     | 6 octobre  | ETC Cup Epilog            | Circuit de Masaryk        | Brno           | République tchèque |
| 5      | C2     | 6 octobre  | ETC Cup Epilog            | Circuit de Masaryk        | Brno           | République tchèque |

## Résultats de la saison 2013
| Manche | Manche | Evenement                 | Pole Position | Meilleur tour | Pilote vainqueur | Équipe gagnante | Vainqueur S2000 | Vainqueur S1600 | Vainqueur SM |
| ------ | ------ | ------------------------- | ------------- | ------------- | ---------------- | --------------- | --------------- | --------------- | ------------ |
| 1      | C1     | FIA WTCC Race of Italy    |               |               |                  |                 |                 |                 |              |
| 1      | C2     | FIA WTCC Race of Italy    |               |               |                  |                 |                 |                 |              |
| 2      | C1     | FIA WTCC Race of Slovakia |               |               |                  |                 |                 |                 |              |
| 2      | C2     | FIA WTCC Race of Slovakia |               |               |                  |                 |                 |                 |              |
| 3      | C1     | FIA WTCC Race of Austria  |               |               |                  |                 |                 |                 |              |
| 3      | C2     | FIA WTCC Race of Austria  |               |               |                  |                 |                 |                 |              |
| 4      | C1     | ?                         |               |               |                  |                 |                 |                 |              |
| 4      | C2     | ?                         |               |               |                  |                 |                 |                 |              |
| 5      | C1     | ETC Cup Epilog            |               |               |                  |                 |                 |                 |              |
| 5      | C2     | ETC Cup Epilog            |               |               |                  |                 |                 |                 |              |